# 勉強の歌
「勉強の歌」（べんきょうのうた）は、森高千里が1991年にリリースした歌である。
1991年2月10日に12枚目のシングル「勉強の歌/この街 (HOME MIX)」（両A面）の1曲目として発表された。

## タイアップ
日本テレビ系アニメ『おちゃめなふたご クレア学院物語』のオープニング・テーマである。なお、この番組のエンディング・テーマは、同じく森高の「いつまでも」。

## 「勉強の歌/この街 (HOME MIX)」収録曲
1. 勉強の歌
  - 作詞：森高千里、作曲・編曲：斉藤英夫
  - 日本テレビ系アニメ『おちゃめなふたご クレア学院物語』オープニングテーマ
2. この街[HOME MIX]
  - 作詞：森高千里、作曲・編曲：斉藤英夫
  - グリコ ポッキーCMソング

## アルバム収録
オリジナルアルバムには未収録である。ベストアルバム『ザ・森高』では「ザ・勉強の歌」として収録されている。